# Tornehamns kyrkogård (hållplats)

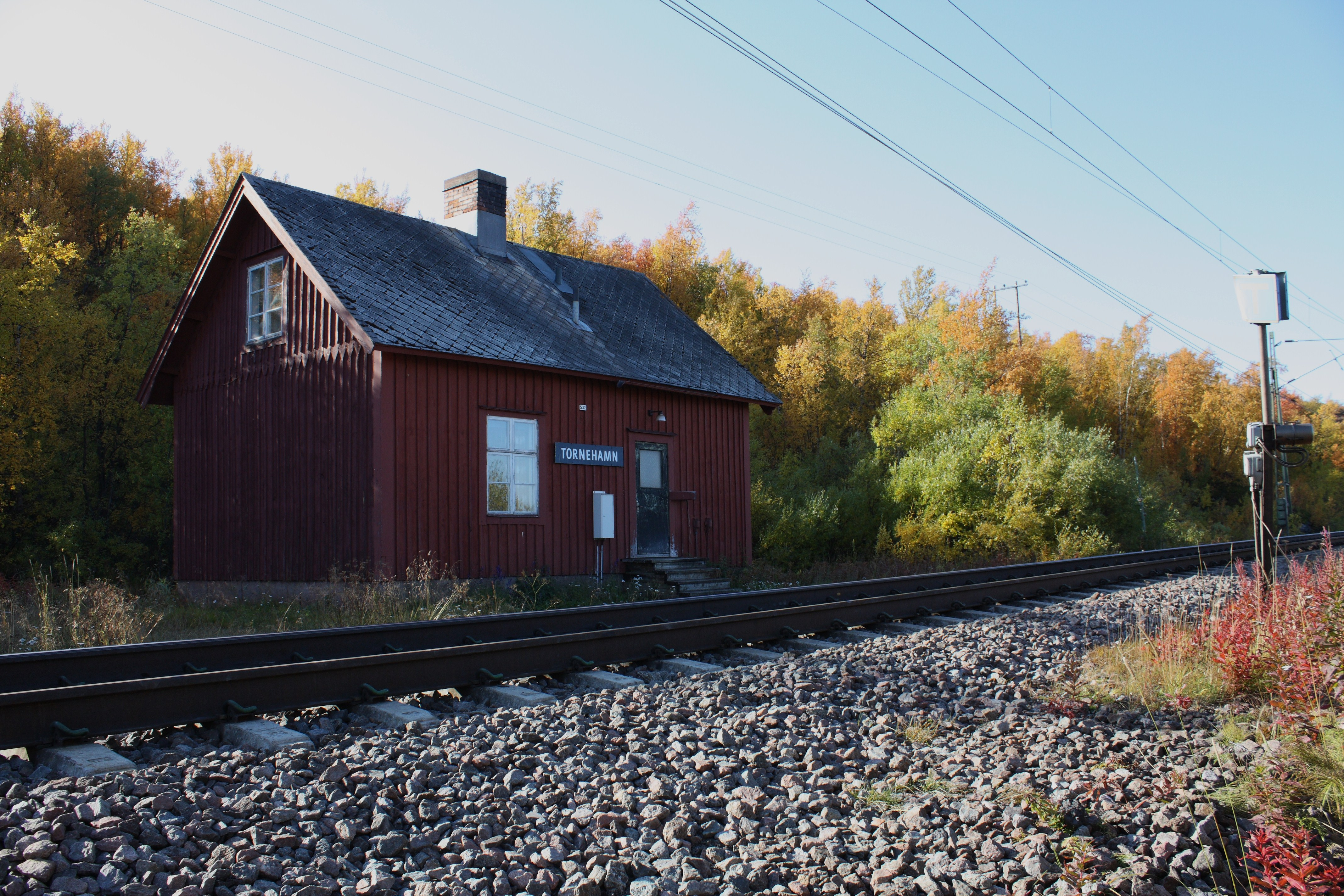
Banvaktsstugan vid Tornehamns kyrkogård

Tornehamns kyrkogård är en före detta hållplats efter Malmbanan belägen nära västra änden av Torneträsk i Kiruna kommun. 
Nedanför den kvarvarande banvaktsstugan finns rallarkyrkogården där många av de rallare som avled i samband med bygget av Malmbanan Riksgränsen - Kiruna ligger begravda. 
Ytterligare en bit ned mot Torneträsk finns Tornehamns kyrka som invigdes 1987.
Hållplatsen Tornehamns kyrkogård ska ej förväxlas med hållplatsen Tornehamn som låg 1,3 km längre västerut längs Malmbanan.